# Großenwiehe
Großenwiehe (dänisch: Store Vi) ist eine Gemeinde im Amt Schafflund des Kreises Schleswig-Flensburg in Schleswig-Holstein.

## Geographie

### Geographische Lage
Großenwiehe liegt etwa achtzehn Kilometer südwestlich von Flensburg auf der Schleswigschen Geest. Im Norden bildet die Gemeinde Meyn die Grenze und im Osten schließen sich die Gemeinden Handewitt und Wanderup an. Westlich liegt die Nachbargemeinde Lindewitt. Eine Besonderheit stellt das sogenannte „Fünfländereck“ an der Südspitze dar. Dort treffen die fünf Gemeinden – Wanderup, Janneby, Jörl, Lindewitt und Großenwiehe – in einem Punkt zusammen.
Die Höhenschichtung neigt sich leicht von Ost nach West in Richtung Nordsee. Sie fällt von durchschnittlich 28 m üNN im Osten bis auf etwa 20 m üNN im Westen. Der tiefste Punkt befindet sich in der Osterbek-Niederung mit 14,8 m üNN, während der Wieheberg mit 39,5 m üNN den höchsten Punkt bildet.
Vertiefungen des Geländes sind durch die in der letzten Eiszeit als Schmelzwasserabflüsse gebildete Bachläufe von Rodau, Wiehbek, Rollau, Osterbek und Linnau mit ihren Seitenarmen entstanden.

### Ortsteile
Loftlund, Großenwiehe, Wiehekrug (Vikro), Schobüll (Skovbøl, jütl. Skofel), Schobüllhuus (Skovbølhus, jütl. Skofelhuus), Oxlund (Okslund) und Nordwiehe (Nørre Vi) liegen im Gemeindegebiet.

## Geschichte
Die Kirche von Großenwiehe, die Kirche St. Laurentius, wurde im 12. Jahrhundert errichtet. Großenwiehe wurde erstmals 1462 schriftlich erwähnt (lib. cens.). Der Ortsname geht auf altdänisch wighæ zu altnordisch vīgi als Beschreibung für eine Befestigungsstelle oder Verschanzung zurück, wobei durch den Ausfall des zwischenvokalischen g das Suffix zu -vi (im Dän.) bzw. -wiehe (im Dt.) geworden ist. Die Benennung bezieht sich wahrscheinlich auf eine Binnendüne bzw. einen Erdwall östlich des Ortes, der einen natürlich aufgewehten Sandall darstellt, der evtl. zu Verteidigungszwecken genutzt worden ist. Der Name könnte sich evtl. auch auf altn. vē für eine heilige Stätte oder viði als Bezeichnung für Wald beziehen. Schobüll (jütländisch Skofel) wurde erstmals 1493 (Rep. dipl.) erwähnt. Der Ortsname setzt sich aus dän. skov (altdän. skōgh, vgl. altn. skōgr) für Wald und -bøl für Siedlung zusammen.
1864 wurde das Herzogtum Schleswig und somit auch das Kirchspiel Großenwiehe nach der Niederlage Dänemarks im Deutsch-Dänischen-Krieg aufgrund des Friedensvertrags aus dem dänischen Staatsverband ausgegliedert und 1866 in Preußen eingegliedert.
Im Mai 1872 wurde Großenwiehe als Landgemeinde (im Sinne der Verordnung vom 22. September 1867) bestätigt, schon im Oktober 1871 war das Dorf Schobüll mit dem Weiler Oxlund zur Landgemeinde Schobüll (Skovbøl) vereinigt worden. 1970 entstand durch die Vereinigung dieser beiden Gemeinden die heutige Gemeinde Großenwiehe.
Auf der Karte der Preußischen Landesaufnahme um 1879, auf der die Umgebungen um Handewitt und Jörl dargestellt wurden, war die Gemeinde zum ersten Mal in weiteren Details gut erkennbar.
Die im Jahre 1949 errichtete dänische Schule (Store Vi Skole) wurde bis zum Jahre 1999 zudem als Kirche verwendet.

## Wirtschaft und Infrastruktur
Die Gemeinde ist überwiegend landwirtschaftlich geprägt. Es gibt auch eine große Zahl von Windkraftanlagen. Im Jahr 1972 wurde der Handels- und Gewerbeverein Großenwiehe-Lindewitt gegründet.
Mit ihren Gewerbe- und Dienstleistungsbetrieben übernimmt die Gemeinde im südlichen Amtsgebiet zentralörtliche Funktionen.

### Schulen und Kindergärten

#### Grundschule Großenwiehe
Staatliche offene Ganztagsgrundschule der Gemeinde Großenwiehe mit einer Schüleranzahl von 127 (Stand 2021).
Bereits aus dem Jahr 1664 sind Berichte über die Schulverwaltung erhalten. 1984 wurde die Grundschule zu Ehren des Reformpädagogen Peter Petersen umbenannt, der Bürger der Gemeinde war. Zeitgleich sorgte die Schulleitung für die Etablierung und Anwendung von Teilen der neuen Schulpädagogik Petersens. Nach Kritik an der Ausrichtung der Pädagogik von Peter Petersen wurde die Schule in „Grundschule Großenwiehe“ umbenannt.
Die sogenannte Jenaplan-Pädagogik zeige Erfolg und schon bald besuchten Lehrkräfte aus dem Umland die Schule, um den Unterricht zu begleitet und mehr Informationen über die Anwendung dieser Pädagogikform zu erhalten. Ein enger Austausch mit der Universität Flensburg (damals noch „Pädagogische Hochschule“ genannt) etablierte die Lehrform regional.

#### DRK-Kindergarten Großenwiehe
Die DRK-Kindertagesstätte an der Schule in Großenwiehe wurde bereits 1955 eröffnet und bietet nach einer Erweiterung im Jahr 2016 insgesamt 93 Plätze an, davon 30 für Krippenkinder.

#### Dansk Børnehave & Dansk Skole/Dänischer Kindergarten & Dänische Grundschule
In Großenwiehe gibt es eine Grundschule mit integrierten Kindergarten für die stark organisierte dänische Minderheit.
Anzahl der Schülerschaft: 64
Anzahl der Mitarbeiter: 15
Wegen zurückgehender Schülerzahlen wurde die dänische Schule der Gemeinde Wanderup mit der in Großenwiehe zusammengefasst.

### Behörden und Organisationen mit Sicherheitsaufgaben

#### Polizei
Seit der Strukturreform für die Polizei in Schleswig-Holstein im Jahre 2013 und der Zusammenführung der Aufgaben der Polizeidirektionen Husum und Flensburg zu einer Polizeidirektion mit Sitz in Flensburg wurde das Polizei-Bürgerbüro in Großenwiehe aufgelöst. Weitere Abdeckungen finden durch die 6 km entfernte Polizeistation Schafflund oder 7 km entfernte Polizeistation Handewitt statt. Das Ausüben von präventiven Maßnahmen z. B. durch Zusammenarbeit mit Schulen wird ebenfalls durch diese beiden Stationen durchgeführt.

#### Feuerwehr
Die Gemeindewehr Großenwiehe untersteht der Amtswehrführung Schafflund. Zur Gemeindewehr Großenwiehe gehören die Ortswehren Großenwiehe und Schobüll. Seit 2003 besteht die Jugendfeuerwehr Großenwiehe.
In Zusammenarbeit mit der Gemeinde Lindewitt begann 2018 der Bau an einem gemeinsamen, modernen Standort für die Feuerwehren Großenwiehe, Schobüll, Lindewitt-Lüngerau und die dazugehörigen Jugendfeuerwehren. Im Frühjahr 2020 wurde das Gebäude fertiggestellt und die vorher verstreuten Wehren an einem Standort an der Bredstedter Straße zusammengeführt.

#### Rettungs- und Gesundheitswesen
Die regionale Rettungswache ist durch den Ortsverein Großenwiehe-Lindewitt e. V. des Deutschen Roten Kreuzes besetzt und arbeitet eng mit den Feuerwehren Großenwiehe und Lindewitt zusammen. Der Verein betreibt außerdem einen Kindergarten.
Die Gesundheitsversorgung der Bevölkerung wird neben dem überregionalen Notarztdienst abgerundet durch verschiedene örtliche Arzt- und Zahnarztpraxen sowie die örtliche Bären-Apotheke.

### Verkehr

#### Radverkehr
In der Gemeinde selbst gibt es kaum Radwege. Jedoch gibt es einige wenige, die das Umland mit dem Fahrrad erkundbar machen. Im Zuge des Ortsentwicklungsplans Großenwiehe 2019 sind Projekte geplant, die den Radverkehr in und um der Gemeinde ausbauen und die Gemeinde klimaneutraler gestalten sollen. Darunter waren Ideen wie ein Lastenradverleih, Ausbau bestehender Radwege sowie Errichtung neuer und ein „Bike & Ride“ in Zusammenarbeit mit der Gemeinde Jörl.

#### Straßenverkehr
Östlich verläuft die Bundesautobahn 7 von Flensburg nach Schleswig, südöstlich die Bundesstraße 200 von Flensburg nach Husum und nördlich die Bundesstraße 199 von Flensburg nach Niebüll. Die Landesstraße 12 verbindet die B 5 in Bredstedt über Großenwiehe mit der B 200 in Wanderup. Auch eine weitere Querverbindung verläuft durch Großenwiehe: Die Landesstraße 14 verbindet die B 199 in Wallsbüll mit der B 200 im Wanderuper Ortsteil Kragstedt. Über die L 14 wird der Ortsteil Schobüll ans Straßennetz angebunden.

#### Schienenverkehr
Seit dem Mai 1959 fährt keine Bahn mehr durch Großenwiehe. Der alte Bahnhof und das Schienensystem sind restlos abgebrochen. Auf der Trasse der ehemaligen Eisenbahnstrecke wurde von Wanderup bis Goldelund eine Schnellstraße errichtet. Mit der Aufbesserung der Kreisstraßen übernahm der Straßenverkehr vollständig die Aufgaben der Bahn in der Gemeinde.

#### Wasserwirtschaft
Die Gemeinde bezieht ihr Trinkwasser vom Wasserverband Nord in Oeversee.

### St. Laurentiuskirche
Die christliche St. Laurentiuskirche ist das älteste Gebäude des Ortes und bildet den alten Ortskern. Die Feldsteinkirche wurde im 12. Jahrhundert erbaut und besitzt einen markanten gedrungenen grauen Turm.

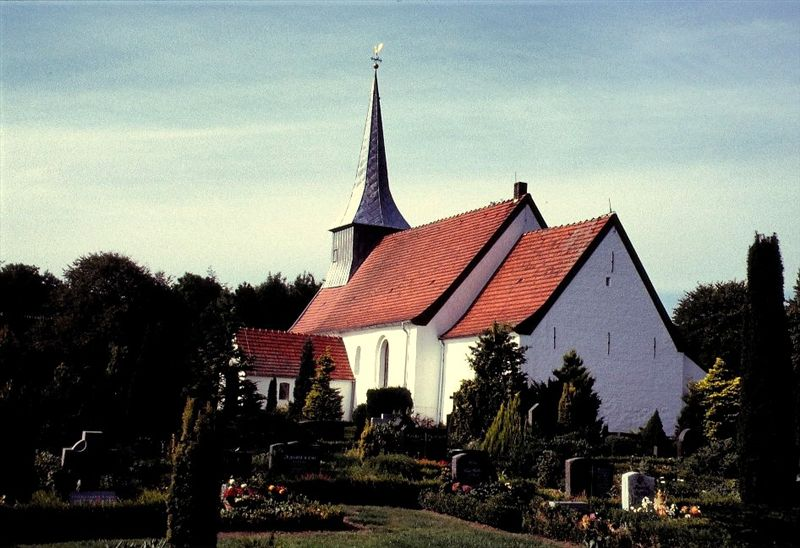
St. Laurentiuskirche

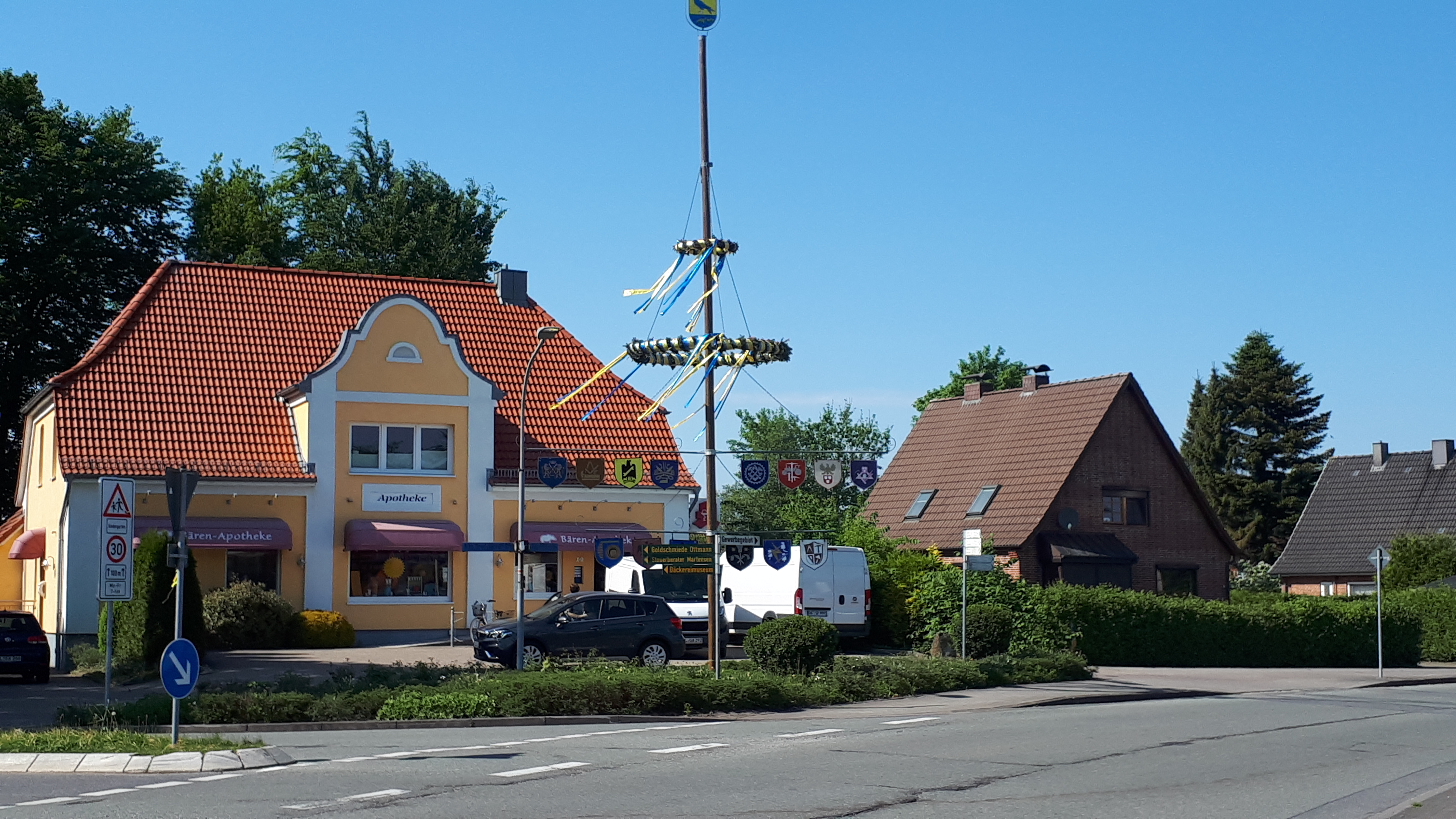
Maibaum in Großenwiehe

## Politik

### Gemeindevertretung
Bei der Kommunalwahl am 14. Mai 2023 wurden insgesamt siebzehn Sitze vergeben. Die CDU erhielt fünf Sitze und die Kommunale Wählergemeinschaft Großenwiehe, der SSW und die SPD je vier Sitze.

### Wappen
Blasonierung: „Gesenkt geteilt von Gold und Blau. Oben eine stehende, silbern bewehrte Gabelweihe, unten ein Haferfruchtstand in verwechselten Farben.“
Der geteilte Schild des Wappens von Großenwiehe bringt die zwei Ortsteile der Gemeinde zum Ausdruck. Die Wappenfigur in der oberen Schildhälfte stellt eine Weihe, eine selten gewordene Greifvogelart, dar. Da der Name des Vogels im Niederdeutschen „Wieh“ lautet, fand er als volkstümliche Deutung des Ortsnamens Eingang in das Wappen. Weihen sind auch heute noch, trotz ihres rückläufigen Bestandes, typische Greifvögel der Region. Die wissenschaftliche Ableitung des Gemeindenamens lautet allerdings anders: Altdänisch „Wighæ“, in der Bedeutung „Befestigung“, „Schanze“, bezeichnet einen Erdwall östlich des Dorfes, der indessen natürlichen Ursprungs ist. Der Haferhalm deutet darauf hin, dass die Landwirtschaft früher die eigentliche und heute noch eine wichtige Erwerbsquelle der Einwohner ist.

### Liste der Bürgermeister der Gemeinde Großenwiehe
- Karl Iwersen, CDU: 19. Mai 1970 bis 31. Juli 1984
- Hans Andresen, CDU: 2. August 1984 bis 31. Juli 2008
- Gudrun Carstensen, CDU: 1. Juli 2008 bis 18. Juni 2018
- Burkhard Luckow, SPD: 18. Juni 2018 bis 9. Januar 2020
- Michael Schulz, CDU: 10. Januar 2020 bis 8. Juni 2023
- Keno Johannsen Jaspers, SSW: seit 8. Juni 2023

## Kultur
In der Liste der Kulturdenkmale in Großenwiehe stehen die in der Denkmalliste des Landes Schleswig-Holstein eingetragenen Kulturdenkmale der Gemeinde Großenwiehe, nämlich die Kirche mit ihrem Kirchhof.

## Vereine
Reit- und Fahrverein Großenwiehe e. V.
Der Reit- und Fahrverein Großenwiehe e. V. wurde am 7. März 1926 unter dem Namen „Ringreiterverein Großenwiehe“ gegründet. Als Vereinslokal wurde der Wiehekrug von Johannes Petersen bestimmt. Die Gründer beschlossen, jährlich Wettbewerbe im Ringreiten und Schönfahren (Kutschenfahrten auf dem Festplatz) stattfinden zu lassen.
Am 23. Mai 1950 fand die Gründungsversammlung „Reitverein Großenwiehe“ statt. Eine Reitschule wurde ins Leben gerufen. Am 29. Mai 1952 wurden der Reitverein Großenwiehe und der Ringverein Großenwiehe zusammengefasst.
Die Generalversammlung stimmte am 2. Juli 1979 über den Standort einer Reithalle ab. Diese entstand am Reitplatz von Großenwiehe und wurde 1981 eingeweiht.
TSV Lindewitt 
Der heutige TSV Lindewitt hat seine Ursprünge im „Männerverein Eintracht Wiehekrug“, gegründet 1913.
Gemischter Chor Großenwiehe
1979 gründeten 25 Sännerinnen und Sänger im Gemeindehaus der Kirche Großenwiehe ihren Chor. Seit der Gründung trat der Chor bei unzähligen Festen, Feiern und Veranstaltungen auf. Der erste öffentliche Auftritt fand im April 1979 anlässlich der Verabschiedung von Pastor Kah statt.
Kinderchor Großenwiehe
Im September 1988 ließ der ehemalige Bürgermeister Andresen zusammen mit der Leitung des Gemischten Chor Großenwiehe einen Kinderchor gründen. Das Ziel war eine sinnvolle Freizeitbeschäftigung für die Jugend und kulturelle Bereicherung für die Gemeinschaft zu schaffen. Der Kinderchor trat mehrmals zum Adventssingen im Wiehekrug auf. Es gab auch einige Veranstaltungen in Flensburger Altenheimen. Es besteht eine enge Zusammenarbeit mit dem Gemischten Chor.
Handels- und Gewerbeverein Großenwieh-Lindewitt (HGV)
Im Juli 1972 wurde der Handels- und Gewerbeverein Großenwieh-Lindewitt gegründet, um die Interessen des Handels, Handwerks und Gewerbes gemeinsam zu vertreten. Ziele und Aufgaben des Vereins sind die Förderung aller Zweige der Wirtschaft des Ortes durch Beratung, Erfahrungsaustausch und gegenseitige Hilfe, die Wahrnehmung gemeinsamer Interesse und die Zusammenarbeit mit den Behörden.
Zur Genehmigung des gefährdeten Bauabschnitts der Dörfergemeinschaftsschule (DGV) Lindewitt leistete der HGV seinen ersten erfolgreichen Beitrag.
Seit 1980 informiert das monatlich erscheinende „HGV-Blatt“ mit Neuigkeiten aus der Kirchengemeinde, den Gemeinden Großenwiehe und Lindewitt und Bekanntmachung von Vereinen, Verbänden und Veranstaltungen.
Im Frühsommer 1986 fand die erste „Großenwieher-Festwoche“ in der Reithalle statt. Hier präsentierten sich örtliche Vereine und Gewerbebetriebe. Diese Darstellung war so erfolgreich, dass sie bis heute in einem Dreijahresrhythmus stattfindet; nun jedoch in der Tennishalle Großenwiehe.
Der HGV trug zum Ausbau zweier Gewerbegebiete bei, wodurch eine Neuansiedelung und Vergrößerung der Betriebe ermöglicht wurde.
Dorfverschönerungsverein Großenwiehe e. V.
Gegründet 2003 setzt sich der Dorfverschönerungsverein aus rein ehrenamtlichen aktiven und passiven Mitgliedern zusammen. Sein Ziel ist es sich nachhaltig um die Bedürfnisse der Natur und die Wünsche der Dorfbewohner zu kümmern.

## Sehenswürdigkeiten
Das Kriegsdenkmal steht auf dem Friedhofsgelände der Kirche. Dort sind die Namen, Geburts- und Todesdaten der gefallenen Soldaten aus Großenwiehe und Schobüll/Oxlund im Ersten und Zweiten Weltkrieg verzeichnet.

## Sagen und Geschichten
Von Großenwiehe sind mehrere Sagen zu lokalen Örtlichkeiten überliefert.

## Sagen um die Kirche
Über die Errichtung der Kirche sind mehrere Sagen bekannt.
Eine Sage berichtet, dass der Riese, der die Kirche von Großenwiehe errichtete, einst mit dem Nachbarriesen in Handewitt im Streit war. Einmal sei der Riese von Handewitt so in Zorn geraten, dass er einen großen Stein bis nach Großenwiehe geschleudert habe, den man dort noch immer sehen könne.
Bei Großenwiehe liegt das Oxlundmoor, wo die Sage vom Nis Puk vom Lindewitt-Hof endet.
Eine andere Sage berichtet, dass nach mehreren Sabotagen des Baus der Kirche am Großenwieher Berg, die heidnischen Dämonen oder dem christlichen Teufel zugeschrieben wurden, ein neuer Platz gefunden werden musste. Die Einigung fiel schwer, weshalb die Verantwortlichen schließlich übereinkamen, an der Südgrenze der Harde im Silleruper Moor zwei Kühe zusammenzukoppeln, um sie dann nach Norden zu treiben. Dort, wo sich die beiden Kühe niederlegen würden, sollte die neue Kirche gebaut werden. Auf der Anhöhe zwischen Sillerup und Schobüll legten sich die beiden Kühe hin. Doch ein Bauer aus Großenwieh, der die Kirche in seinem Dorf haben wollte, schlich sich unbemerkt zu den Kühen und brachte sie wieder auf den Weg nach Großenwiehe.
Schließlich legten sich die Kühe südlich vom Dorf auf einem niedrigen Stück Land nieder. Fortan wurde der Bau der Kirche nicht mehr gestört. Die Anhöhe, auf der sich die Kühe erstmals niederließen, heißt bis heute „Kirchberg“.

## Söhne und Töchter der Gemeinde
- Thomas Balthasar von Jessen (* 1648; † 1731 in Westensee), deutscher Jurist und königlich-dänischer Diplomat, war der Sohn des Pastors in Großenwiehe und wuchs im Pastorat auf.
- Matthias Jessen (* 1641; † 1712 in Altona) wurde später Präsident von Altona.
- Peter Petersen (* 1884; † 1952 in Jena) war Reformpädagoge, dessen Pädagogik auch in der Peter-Petersen-Schule in der Gemeinde angewendet wird.